# Megyesi László
Megyesi László (Tatabánya, 1977. május 2. –) magyar labdarúgó. Profi pályafutását szülővárosában, Tatabányán kezdte és egy jó ideig az NB II-ben futballozott, más csapatoknál is. Az NB I sem csak álom maradt, hiszen a Békéscsaba színeiben mutatkozott be 2002-ben, és meghatározó játékosa volt a klubnak, de visszavágyódott Tatabányára. A 2002–2003-as bajnokságban megválasztották a forduló játékosának is. Labdarúgói pályafutását Tatabányán fejezte be, ahol azóta is az utánpótlásban tevékenykedik edzőként.

## Külső hivatkozások
- Profil